# Castel San Niccolò
Castel San Niccolò település Olaszországban, Toszkána régióban, Arezzo megyében. Lakosainak száma 2487 fő (2023. január 1.). Castel San Niccolò Castelfranco Piandiscò, Loro Ciuffenna, Montemignaio, Ortignano Raggiolo, Poppi, Pratovecchio Stia és Reggello községekkel határos.

## Népesség
A település lakossága az elmúlt években az alábbi módon változott:
| Lakosok száma | 2695 | 2667 | 2487 |
|               | 2017 | 2018 | 2023 |